# Комсомольское Лесничество
Комсомо́льское Лесни́чество — посёлок в Оренбургском районе Оренбургской области. Входит в состав Степановского сельсовета.

## География
Посёлок находится у северо-западных границ города Оренбург, административного центра района и области.

### Часовой пояс
Посёлок Комсомольское Лесничество, как и вся Оренбургская область, находится в часовой зоне МСК+2. Смещение применяемого времени относительно UTC составляет +5:00.

## Население
| 2010 |
| ---- |
| 15   |